# Мауріціо Карніно
Мауріціо Карніно (італ. Maurizio Carnino) — італійський ковзаняр, що брав участь у змаганнях як на короткій доріжці, так і на довгій, учасник чотирьох Олімпіад, олімпійський чемпіон та медаліст, чемпіон світу та призер чемпіонатів світу. 
Золоту олімпійську медаль та звання олімпійського чемпіона Карніно виборов на Ліллегаммерській олімпіаді 1994 року  разом із товаришами з італійської команди в естафеті на 5000 м. Тоді йому було 18 років.
На Олімпіаді в Солт-Лейк-Сіті італійська команда була другою, і Карміно, єдиний з учасників золотої ліллегаммерської команди, отримав срібну медаль. 
Перед Олімпіадою 2006 у рідному Турині Карніно перейшов у змагання на довгій доріжці, але його результати були посередніми. 

## Зовнішні посилання
- Досьє на www.sports-reference.com [Архівовано 28 січня 2010 у Wayback Machine.]

## Виноски
1. ↑  Lillehammer 1994 Official Report - Volume 3 (PDF). Lillehammer Olympic Organizing Committee. LA84 Foundation. 1994. Архів оригіналу (PDF) за 2 грудня 2010. Процитовано 16 січня 2014.
2. ↑  Salt Lake City 2002 Official Report - Volume 3 (PDF). Salt Lake Organizing Committee. LA84 Foundation. 2002. Архів оригіналу (PDF) за 20 лютого 2012. Процитовано 13 січня 2014.